# Perrette (entreprise)
Pour les articles homonymes, voir Perrette.
Perrette est une chaîne de dépanneurs et une laiterie québécoise fondée vers les années 1960 et disparu en 1994. La chaîne opère jusqu'à 230 dépanneurs à travers le Québec avant sa vente à Alimentation Couche-Tard en 1994.

## Historique
La compagnie appartient à la famille Bazos. Cette famille possède déjà la chaîne Becker's en Ontario après sa fondation vers le milieu des années 1950, par Frank Bazos, l'ancien propriétaire de « Devon Ice Cream » et Bruce Becker, un ingénieur laitier,.

### Laiterie
La première laiterie de la famille Bazos au Québec opère en 1958 sous le nom de « Laiterie Robert Bazos » au 3750 boulevard de la Côte-Vertu à Montréal. Dans les années 1960, elle porte le nom de « Laiterie Puretest » et « Laiterie Perrette » qui est officiellement constituée en corporation le 29 septembre 1961,. Durant cette période, la laiterie est déménagée à Laval et produit d'abord au 391 boulevard Curé-Labelle, puis au 999 boulevard Saint-Martin Ouest.
La laiterie, sert de siège social de l'entreprise jusqu'à sa fermeture. On y pasteurise et prépare le lait, la crème, des breuvages chocolatés, du lait de poule, du beurre ainsi que du lait glacé et de la crème glacée. La laiterie cesse ses opérations lors de l'acquisition de l'entreprise par la chaîne Couche-Tard en 1994. La Régie des marchés agricoles et alimentaires du Québec révoque le permis d'exploitation en 1996. La laiterie du boulevard Saint-Martin est démolie et remplacée par un restaurant Au Vieux Duluth.

### Dépanneurs
En 1973, on compte 195 Perrette.
En 1985, le président des dépanneurs Perrette, Robert Bazos, obtient un permis de vente d'alcool pour 52 des 110 dépanneurs. Il s'agit de la dernière grande chaîne de dépanneurs qui n'avait pas de permis de vente de vins et bières. 32 magasins n'obtiennent pas leur permis en raison de leur proximité (moins de 500 m d'un dépanneur non-affilié), la Régie des alcools voulant protéger les ventes des indépendants.
Les magasins Perrette, comme plusieurs autres dépanneurs commencent à fermer dans les années 1990, si bien, qu'en 1994, Alimentation Couche-Tard achète 86 magasins Perrette avant que la compagnie ne fasse faillite. Alain Bouchard, l'acheteur, avait lui-même ouvert le 182e Perrette lorsqu'il travaillait encore pour Robert Bazos,.

## Produits
Plusieurs produits ont été commercialisés par l'entreprise dont l'« Olé » et l'« Olé au lait », le « Gros Jean », le « Minifreeze », le « Maxifreeze » la crème glacée « Chantilly » et les populaires sacs à jus/glace fruitée « Minisip », et « Maxisip ».